# چاینا یونی‌کام
چاینا یونی‌کام (به چینی: 中国联合网络通信公司，中国联通) یا چاینا یونایتد نت‌کام شرکت دولتی مخابرات چینی است، که دفتر مرکزی آن در شهر پکن مستقر می‌باشد. در مقایسه با دیگر ارائه‌دهندگان تلفن همراه، چاینا یونی‌کام به‌عنوان سومین اپراتور موبایل در جهان شناخته می‌شود.